# Исполнительные функции
Исполнительные функции (англ. executive functions) — в нейропсихологии, система высокоуровневых процессов, позволяющая планировать текущие действия в соответствии с общей целью, изменять реакцию в зависимости от контекста, избирательно уделять внимание нужным стимулам. Это предполагает наличие когнитивной «исполнительной системы» (англ. executive system), эффективность которой в значительной мере зависит от нормального функционирования префронтальных областей коры. Исполнительные функции разделяются на базовые когнитивные функции, к которым относятся контроль внимания, когнитивное торможение, сдерживающий контроль, рабочая память и когнитивная гибкость, а также высокопорядковые исполнительные функции, такие как, планирование и подвижный интеллект (использующие функции рассуждения и  решения проблем), требующие одновременного выполнения нескольких базовых исполнительных функций. Существуют другие определения исполнительной системы, а также списки и описания исполнительных функций.
Примером работы исполнительных функций может служить подавление автоматических, заученных реакций на стимул: увидев вкусный торт, человек подавляет автоматическое желание отрезать себе кусочек, помня о том, что он на диете; собираясь перейти автомобильную дорогу в Англии, турист из США изменяет заученную реакцию, и смотрит сначала направо, а потом налево. Также эти функции задействуются при появлении новых, ранее не встречавшихся стимулов, обеспечивая когнитивную гибкость.
При нарушении исполнительных функций, в частности, при повреждениях лобных долей, иногда говорят о «дерегуляторном синдроме».
С работой исполнительных функций связывают показатели при прохождении Висконсинского теста сортировки карточек (WCST), теста Струпа, теста «Башня Лондона» и других.

## Нейроанатомия
Традиционно считается, что исполнительные функции регулируются префронтальными областями коры головного мозга, хотя по поводу этой гипотезы ведутся споры. В статьях, посвящённых повреждениям префронтальной доли, описываются соответствующие нарушения исполнительных функций; однако некоторые учёные указывают на то, что проведённые исследования показывают чувствительность, а не специфичность измерений. Это означает, что для правильной работы исполнительных функций необходима целостность как фронтальных областей, так и остальной части мозга.
На основе нейровизуализации и исследований повреждений мозга были определены функции, связанные с отдельными частями префронтальной коры.
- Дорсолатеральная префронтальная кора отвечает за «оперативную» обработку информации (в том числе находящейся в рабочей памяти) для широкого круга когнитивных функций. Этот процесс происходит за счёт интеграции различных характеристик поведения: внимания, памяти, двигательных и, возможно, эмоциональных функций[4]. Среди прочего, эта область связана с беглостью речи и планирования, способностью поддерживать и менять психологическую установку, способностью к торможению реакции, организационными навыками, решением проблем, абстрактным мышлением и мышлением вообще[3][5].
- Задняя теменная кора связана с эмоциями, драйвом и мотивацией[4]. Соответствующие когнитивные функции включают торможение ненужных реакций, решение проблем и мотивированное поведение. Повреждения этой области могут привести к снижению драйва, выражающемуся в апатии, абулии или акинетическому мутизму, а также снижению драйва к таким базовым потребностям как еда или питьё и, возможно, снижению интереса к профессиональным и социальным занятиям и сексу[6][7].
- Орбитофронтальная кора играет ключевую роль в контроле импульсов, поддержании психологической установки, наблюдении за текущим поведением и выработке социально приемлемого поведения[7]. Орбитофронтальная кора отвечает также за представление ценности вознаграждения на основе сенсорной информации и оценку субъективного эмоционального опыта[8]. Повреждения этой области могут вызвать растормаживание, импульсивность, агрессивные выпады, промискуитет и антисоциальное поведение[3].

## Факторы
- Знание языков. Исследования показали, что знание иностранных языков и/или билингвизм положительно влияют на исполнительные функции[9].